# 徳山看護専門学校
徳山看護専門学校(とくやまかんごせんもんがっこう)は、山口県周南市にある看護専門学校。社団法人徳山医師会が運営している。1952年(昭和27年)に、徳山市医師会付属徳山准看護婦養成所として設立され、1974年(昭和49年)に、徳山高等看護学院を開設して、看護師の養成を開始、その後正看護師の養成課程を開設、時代の流れで准看護師養成課程は廃止になり。正看護師養成の一本となり、2014年(平成26年)には体育館も完成した。現在は、1学年定員70名である。

## 特徴
周南医療圏の中で唯一の看護師養成学校である。

## 所在地
山口県周南市慶万町10-1
徳山医師会病院、休日診療所の近くにある。

## アクセス
- JR山陽本線徳山駅から、北東方向へ徒歩25分。車なら約10分。
- 下松駅北口、久保駅前、岩国駅前、イオンタウン周南方面行きの防長交通バスで、慶万(けいまん)下車。徒歩5分。

## 近在の施設
- 周南緑地西緑地公園
- 山口県立徳山商工高等学校
- 徳山毛利家墓所